# Pierre-Louis Moreau-Desproux
Pour les articles homonymes, voir Moreau.
Pierre-Louis Moreau-Desproux est un architecte français né à Paris en 1727 et mort guillotiné dans la même ville le 9 juillet 1794.
Membre de l'Académie royale d'architecture (1762), maître général des bâtiments de la Ville de Paris (1763-1787), il fut chargé de reconstruire l'Opéra après l'incendie de 1763 et rhabilla à cette occasion les façades du Palais-Royal sur la rue Saint-Honoré, qui ont été conservées. Il conçut de nombreux projets pour des cérémonies publiques ainsi qu'un plan d'ensemble de réaménagement de la capitale (1769). Il travailla également pour des clients particuliers, construisant l'hôtel de Chavannes, sur le Boulevard (1758-1760, détruit), manifeste du style « à la Grecque » à Paris, le pavillon Carré de Baudouin à Ménilmontant (v. 1770), qui lança la vogue des maisons-temples d'inspiration palladienne et la « Chaumière » de Bernardin de Saint-Pierre à Essonnes (1792, détruite).

## Biographie
Issu d'une famille d'architectes, petit-fils de Jean Beausire, neveu de Jean-Baptiste Augustin Beausire et de Laurent Destouches, Pierre-Louis Moreau fut destiné par ses oncles à occuper après eux les fonctions de maître des bâtiments de la ville de Paris.

### Formation et voyage d'Italie
Ses oncles lui firent suivre, au milieu des années 1740, les cours de Jean-Laurent Legeay, où il eut pour condisciples Étienne-Louis Boullée, Charles De Wailly, Marie-Joseph Peyre avec qui il noua une solide amitié ; durant ses années d'étude, il se lia également avec Louis-François Trouard et le sculpteur Augustin Pajou.
Entre 1748 et 1752, Moreau poursuivit sa formation à l'École des arts qu'avait fondée Jacques-François Blondel en 1739. L'établissement était alors réputé et tendait à éloigner les élèves de l'Académie royale d'architecture, où ils se bornaient à passer les concours. Moreau y eut des concurrents de haut niveau comme Barreau de Chefdeville, Julien-David Le Roy, Peyre l'Aîné, De Wailly, Helin, Louis. Il se présenta quatre années de suite sans jamais parvenir à obtenir le Grand prix de Rome : il eut le troisième prix en 1749 (un « temple de la Paix »), le deuxième en 1750 (une « orangerie »), le deuxième en 1751 (une « fontaine publique ») et le troisième en 1752 (une « façade de palais »). Lauréat du premier prix cette année-là, son ami Charles De Wailly lui offrit de partager sa pension à l'Académie de France à Rome. Le Premier architecte du Roi, Ange-Jacques Gabriel, intercéda auprès du marquis de Marigny, directeur général des Bâtiments du Roi :

« Il est vrai que la proposition des sieurs Moreau et de Wailly paraît contraire à l'ordre établi dans l'École de Rome et aux usages de l'Académie d'architecture, mais les deux sujets sont si bons et si ardents pour se perfectionner et l'amitié entre eux si forte et si propre à leur faire faire des progrès rapides qu'il y a plus à gagner à l'École qu'à perdre par un défaut de formalité. »

— Lettre d'Ange-Jacques Gabriel au marquis de Marigny, 24 septembre 1753.
La tante de Moreau, Mme Beausire, écrivit également à Marigny en lui rappelant « son inviolable et respectueux attachement à Madame de Pompadour », sa sœur et, à titre exceptionnel, l'Académie agréa la proposition.
De ce fait, les deux jeunes architectes ne passèrent pas au Palais Mancini les trois années habituelles mais seulement vingt-deux mois, de janvier 1754 à novembre 1756. À Rome, avec Marie-Joseph Peyre, ils décidèrent d'étudier les thermes de Dioclétien. « Ils semblent avoir prélevé sur leur pension le salaire de quelques terrassiers (scavatori). Ils s'établirent aux Chartreux pour y mettre au point leur restitution, qui comprenait trente dessins. Aussitôt, leur travail fut célèbre ; Piranèse et plusieurs érudits s'y intéressèrent. »

### Maître général des bâtiments de la Ville de Paris

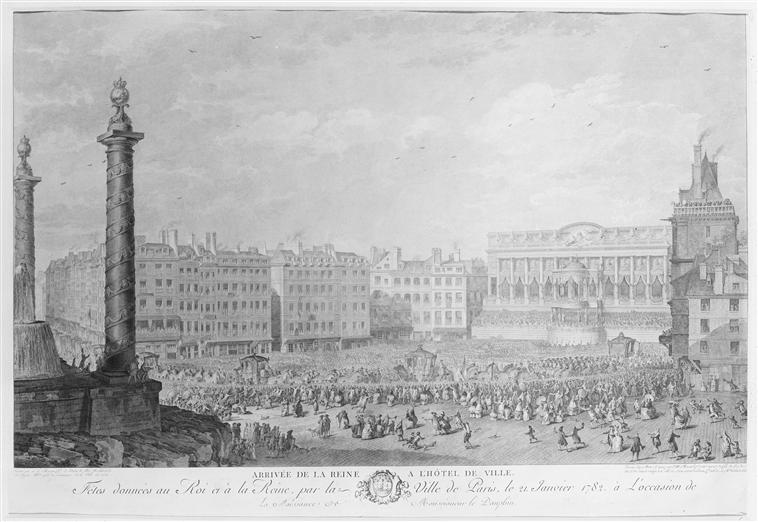
Arrivée de la Reine à l'Hôtel de Ville le 21 janvier 1782. Gravure de Moreau le Jeune. On note dans le fond de la place de Grève la colonnade élevée par Moreau-Desproux et au premier plan, vers la Seine, les deux colonnes monumentales qui encadrent un temple d'inspiration palladienne.

Une fois revenu à Paris, Moreau-Desproux construisit l'hôtel de Chabannes sur le boulevard du Temple (1758-1760, détruit), véritable manifeste du style « à la Grecque », et l'un des premiers édifices néoclassiques. Il entra en 1762 à l'Académie royale d'architecture et succéda à son oncle Destouches comme maître général des bâtiments de la Ville de Paris en 1763. Il soumet, à Louis XV, un projet de Gare d'eau à Ivry qui sera exécuté en 1764 mais jamais terminé.
Il épousa Marie-Félicité de La Mothe dont il eut deux filles qui devinrent Mmes de Fongires et de Chézelles.
Comme architecte de la Ville, il restaura le pont Notre-Dame, construit au début du XVIe siècle par Giovanni Giocondo, et en adressa un dessin à son confrère vénitien Tommaso Temanza, qui écrivait la biographie du moine. Entre 1764 et 1770, il reconstruisit l'Opéra (détruit en 1781) et les façades de la première cour du Palais-Royal. Fort de cette réussite, il tenta, mais sans succès, de s'imposer en 1771 contre ses amis De Wailly et Peyre, pour la reconstruction du Théâtre-Français, à laquelle la Ville avait décidé de s'intéresser.

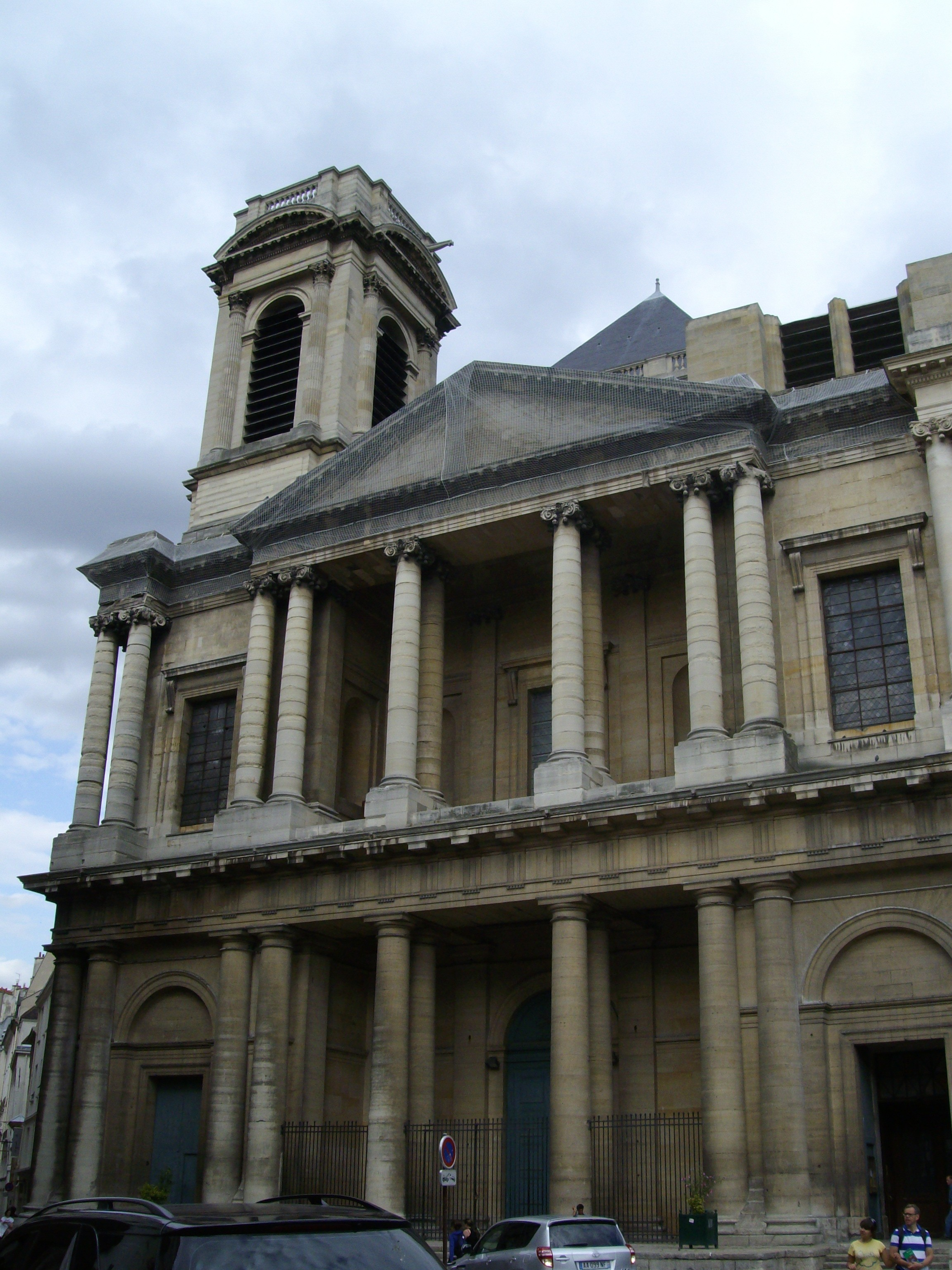
À Saint-Eustache, Moreau-Desproux construisit notamment la tour nord ainsi que le second ordre du portail principal, commencé par Mansart de Jouy.

Pour le duc d'Orléans, pour qui il avait travaillé au Palais-Royal en relation avec le chantier de l'Opéra, il aménagea une tribune privée à l'église Saint-Eustache. Après avoir envisagé de la placer entre deux piliers du chœur, il la dissimula au-dessus du collatéral gauche, où elle existe toujours. Il construisit la chapelle des catéchismes, accessible par un escalier construit dans le style de la Renaissance dans le déambulatoire sud, ainsi que la chapelle des mariages secrets, le portail de la Miséricorde ouvrant sur le Forum des Halles, le second ordre du portail principal et la tour nord, qui n'a pas reçu de pendant. Il édifia également l'actuel presbytère, à l'angle de la rue du Jour et de la rue Montmartre.
Le prévôt des marchands, Jean-Baptiste de Pontcarré de Viarmes, le chargea en 1762 d'étudier les améliorations à apporter au cours de la Seine. Accompagné du comte de Saint-Florentin, secrétaire d'État de la Maison du Roi responsable du département de Paris, et du prévôt des marchands, l'architecte soumit à Louis XV le 12 mars 1769 un plan directeur pour l'aménagement de Paris qui fut approuvé par lettres patentes du 22 avril 1769. Ce plan prévoyait la construction de nouveaux quais sur la rive gauche, l'élargissement du parvis Notre-Dame, la construction de places devant Saint-Eustache et le Palais-Royal et la démolition des maisons construites sur les ponts.
Comme maître général des bâtiments de la Ville, Moreau-Desproux fut chargé d'ordonner de grandes fêtes publiques. Pour la paix de 1763, sur la place Louis-XV, il illumina l'échafaudage des palais, encore inachevés, édifiés par Gabriel et construisit une île artificielle sur la Seine. Pour les fêtes données à l'occasion de la naissance du dauphin le 21 janvier 1782, il construisit d'imposantes architectures provisoires, dont le souvenir est conservé par quatre célèbres estampes du graveur Moreau le Jeune. Sur la place de Grève, il dressa parallèlement à l'actuelle rue de Rivoli une colonnade d'ordre colossal, habilement combinée avec une tribune centrale, qui préfigurait ses projets de reconstruction de l'Hôtel de Ville. Sur la Seine, deux colonnes géantes encadraient un temple inspiré de la Rotonde de Palladio.
Au début de 1787, il se démit de ses fonctions de maître général des bâtiments de la Ville au profit de son collaborateur Bernard Poyet. Il se vit allouer une pension viagère et conserva la jouissance d'une maison, dite le Petit Arsenal de la Ville, située rue de la Mortellerie.

### Clientèle privée
La clientèle privée de Moreau-Desproux se recruta essentiellement parmi les familiers de la maison d'Orléans et dans les milieux liés à la Ville de Paris.
Il travailla ainsi à l'hôtel de Luynes et de Chevreuse, rue Saint-Dominique, pour Marie Charles Louis d'Albert, duc de Chevreuse, gouverneur de la capitale. Il travailla également pour la marquise de Gontaut-Biron, rue Louis-le-Grand ; pour Simon Zacharie Palerne de Ladon, trésorier du duc d'Orléans, rue Montmartre ; pour la princesse de Marsan, rue Saint-Dominique ; pour Louise-Jeanne de Durfort, duchesse de Mazarin, quai Malaquais ; pour M. de Saint-Julien, rue d'Artois. Ce dernier hôtel eut un destin particulièrement fameux en devenant dans le courtant de l’été 1804 la résidence parisienne de la reine de Hollande, Hortense de Beauharnais : c’est à cette adresse que naquit en mai 1808 le futur Napoléon III.
Pour Nicolas Carré de Baudouin, il transforma vers 1770 un pavillon à l'angle de la rue des Pyrénées et de la rue de Ménilmontant, qu'il agrémenta d'une façade d'inspiration palladienne, lançant à Paris la vogue des maisons-temples. L'édifice prend le nom de pavillon Carré de Baudouin.
Il construisit les deux hôtels particuliers situés derrière la colonnade du bâtiment situé sur la place de la Concorde à l'ouest de la rue Royale, l'un pour lui-même et l'autre pour son ami Rouillé de l'Estang (1775).
En mai 1771, le roi accorda à Moreau-Desproux des lettres de noblesse. Il était « mêlé à toutes sortes d'affaires, il avait des intérêts dans l'industrie. En 1778, associé au notaire Richard et au chirurgien Pierre Brasdor, il dirigeait une manufacture où était laminé du plomb importé d'Angleterre (Arch. nat., E 1546 3). » Après avoir quitté la direction des bâtiments de la Ville en 1787, il s'associa à l'architecte Jean-Baptiste Chaussard, qui était son confrère en franc-maçonnerie dans la loge des Cœurs simples de l'Étoile polaire. Ils installèrent leur agence rue de la Monnaie. « Comme quelque suspicion pesait sur ses agissements, il fit imprimer chez P.H. Nyon, en 1790, un Mémoire pour le sieur Moreau, architecte du Roi et chevalier de son ordre, dont nous ne connaissons qu'un exemplaire, à la British Library. »
Son dernier projet fut celui d'une maison de campagne à Essonnes pour le célèbre écrivain Bernardin de Saint-Pierre, ami de son beau-frère Ducis. Moreau-Desproux se partageait alors entre sa maison de Fontainebleau, rue Saint-Merry, et sa propriété de Faverolles[Où ?]. Il ne put mener à son terme ce dernier chantier : dénoncé comme suspect par son neveu, Jean-Baptiste Toussaint de Beausire, il fut incarcéré à Sainte-Pélagie et, malgré l'intervention de Ducis auprès de Fouquier-Tinville, il fut condamné à mort et guillotiné avec les « conspirateurs du Luxembourg » le 9 juillet 1794.

## Réalisations et principaux projets

### Travaux pour la Ville de Paris
- Fontaine des Haudriettes, angle de la rue des Archives et de la rue des Haudriettes, Paris (3e arrondissement), 1764[17] : Construite aux frais du prince François de Rohan, elle remplaçait la Fontaine Neuve qui datait de 1636. Cette fontaine existe encore mais elle a été restaurée, notamment en 1836 par David, et déplacée en 1933 par l'ingénieur L.-C. Heckly pour élargir la rue. De forme trapézoïdale et de style Louis XVI, elle est ornée d'un bas relief en marbre du sculpteur Pierre-Philippe Mignot représentant une naïade vue de dos allongée dans les roseaux[18]. Le mascaron représentant une tête de lion crachait de l'eau qui provenait à l'origine de Belleville[19].

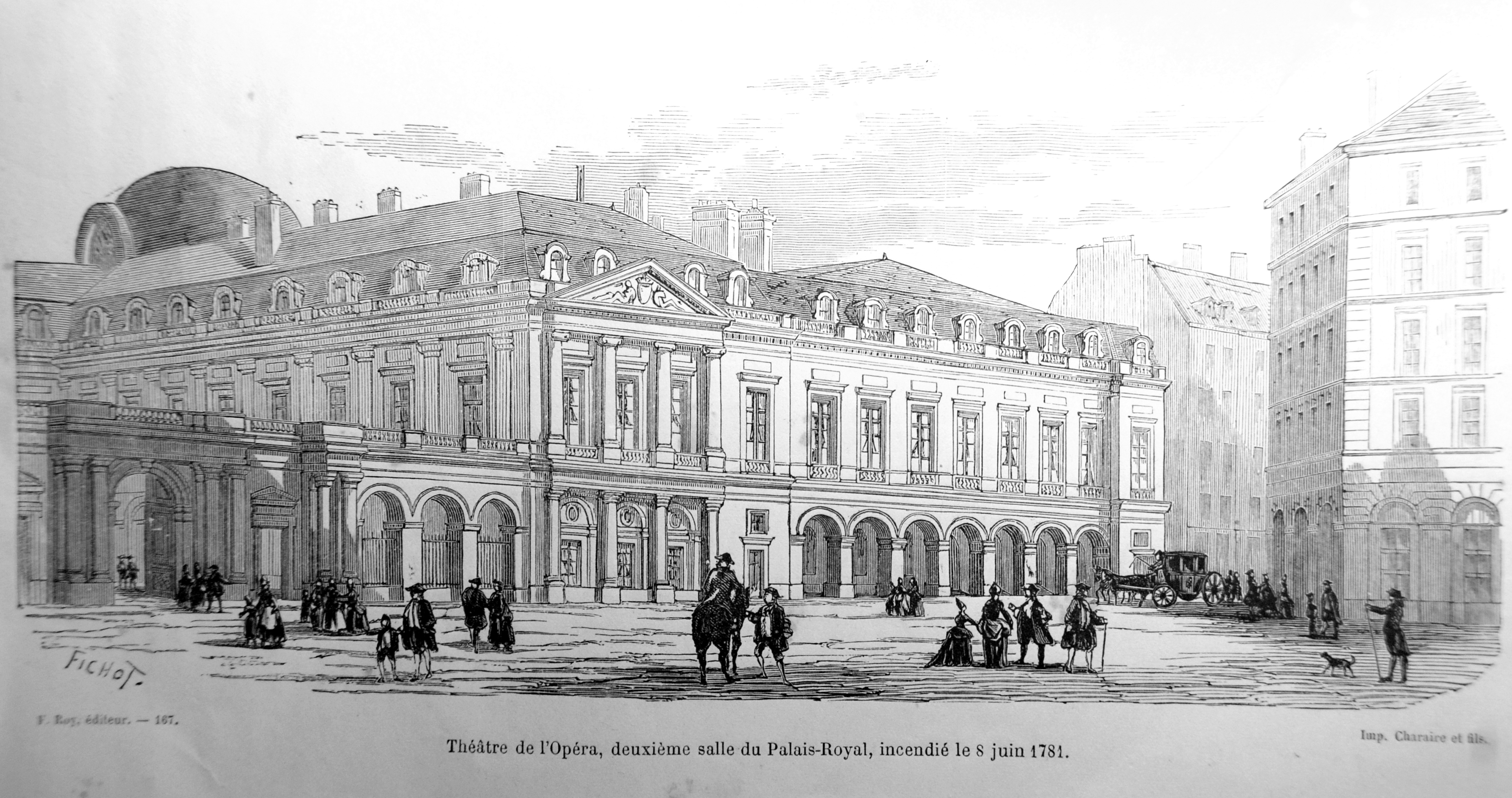
La salle de l'Opéra de Paris au Palais-Royal.

- Reconstruction de l'Opéra de Paris au Palais-Royal, 1764-1770, détruit : En 1749, le duc d'Orléans avait concédé l'exploitation de l'Opéra, qui se trouvait au Palais-Royal, à la Ville de Paris. La salle en ayant été détruite par un incendie le 6 avril 1763, il revint à la Ville de la reconstruire. Louis-Philippe d'Orléans obtint de Louis XV qu'elle fût maintenue au Palais-Royal[20] et conclut le 29 mars 1764 un traité avec la municipalité qui prévoyait que les travaux devaient être réalisés en quatre ans. Moreau-Desproux en fut chargé comme architecte de la Ville et les réalisa en six ans. La reconstruction eut lieu non pas exactement à l'emplacement précédent[21], mais au débouché de l'actuelle rue de Valois, après achat et destruction de plusieurs maisons. Le long de la rue Saint-Honoré, Moreau-Desproux construit la salle de spectacle légèrement en retrait du palais avec au rez-de-chaussée des arcades qui prolongent le mur qu'il rebâtit pour fermer la première cour du palais, ce qui lui permet d'aménager au premier étage un foyer avec balcon donnant sur la rue pour les spectateurs. La salle, de plan en U, est disposée perpendiculairement à la rue, la scène placée vers la cour des Bons-Enfants. Encore un peu à l'étroit, elle peut accueillir 2 000 spectateurs et comporte deux cafés et des loges assez nombreuses pour les artistes. Le duc d'Orléans et sa famille peuvent accéder directement depuis leur palais à trois loges d'avant-scène appelées lanternes, contenant chacune cinq fauteuils. Selon certaines sources, les colonnes soutenant ces loges ont des cannelures percées permettant d'observer la scène et la salle sans être vu. Trois réservoirs d'eau sont disposés dans les combles. La nouvelle salle parisienne fut inaugurée le 26 janvier 1770, la même année que l'Opéra royal du château de Versailles : les deux salles « bénéficièrent des recherches faites en Italie et du débat qui s'était engagé en France autour des salles de spectacle »[22]. Elle fut à son tour détruite par le feu le 8 juin 1781.

### Projets privés
- Hôtel de Chabannes, boulevard du Temple, Paris, 1758-1760, détruit : Hôtel particulier mis en chantier en août 1758, construit pour Jacques Chabannes, conseiller à la seconde chambre des requêtes du Parlement de Paris. La façade de l'hôtel faisait face au boulevard du Temple. Selon Dezallier d'Argenville, ce fut la première construction parisienne de Moreau-Desproux[23]. Véritable manifeste du style « à la Grecque », et l'un des premiers édifices néoclassiques, au moment même où Chevotet construisait, à l'autre extrémité du Boulevard, le Pavillon de Hanovre, ultime témoignage du style rocaille. Sous la corniche, l'architecte avait remplacé les denticules par des frettes et, entre les étages, il avait développé une frise de grecques, comme le firent au même moment Trouard dans sa maison du faubourg Poissonnière et Chalgrin dans son projet pour le Prix de Rome. L'abbé Laugier critiqua ces innovations en 1765 dans ses Observations sur l'architecture : « L'architecte qui a donné les plans de la maison de M. de Chavanes, au coin de la porte du Temple, a montré au public qu'on peut dans un petit espace exécuter les choses en grand. Si au lieu de pilastres il avait mis des colonnes. Si le denticule de la corniche n'était pas à bâtons rompus ; si le même ornement n'était pas répété sur la plinthe qui répare les étages ; si cette plinthe était supprimée ; si les bandeaux des fenêtres d'en-haut étaient raccordés avec ceux des fenêtres d'en-bas, ce morceau serait cité comme un modèle. Tel qu'il est il prouve le mérite de son auteur, et annonce de sa part un génie fait pour aller au grand. »[24]
- Hôtel de Luynes et de Chevreuse, rue Saint-Dominique, Paris, 1762-1767[25], détruit : Pour Marie Charles Louis d'Albert, duc de Chevreuse, gouverneur de Paris, Moreau-Desproux poursuivit les travaux entrepris par Charles Le Franc d'Étrichy après la mort de celui-ci. Il modernisa les grands appartements où il créa notamment le décor de la chambre à coucher d'apparat. L'hôtel ayant été détruit lors du percement du boulevard Raspail et de la rue de Luynes, les boiseries et la cheminée ont été d'abord remontées dans l'hôtel Lebaudy, 57 rue François-Ier puis, après la démolition de cet hôtel, au musée du Louvre en 1962[26]. Les lambris blanc et or, à décor de pilastres d'ordre ionique et de vases au-dessus des portes, sont encore marqués par l'influence des décors réalisés par Contant d'Ivry au Palais-Royal, mais annoncent déjà le style Louis XVI.

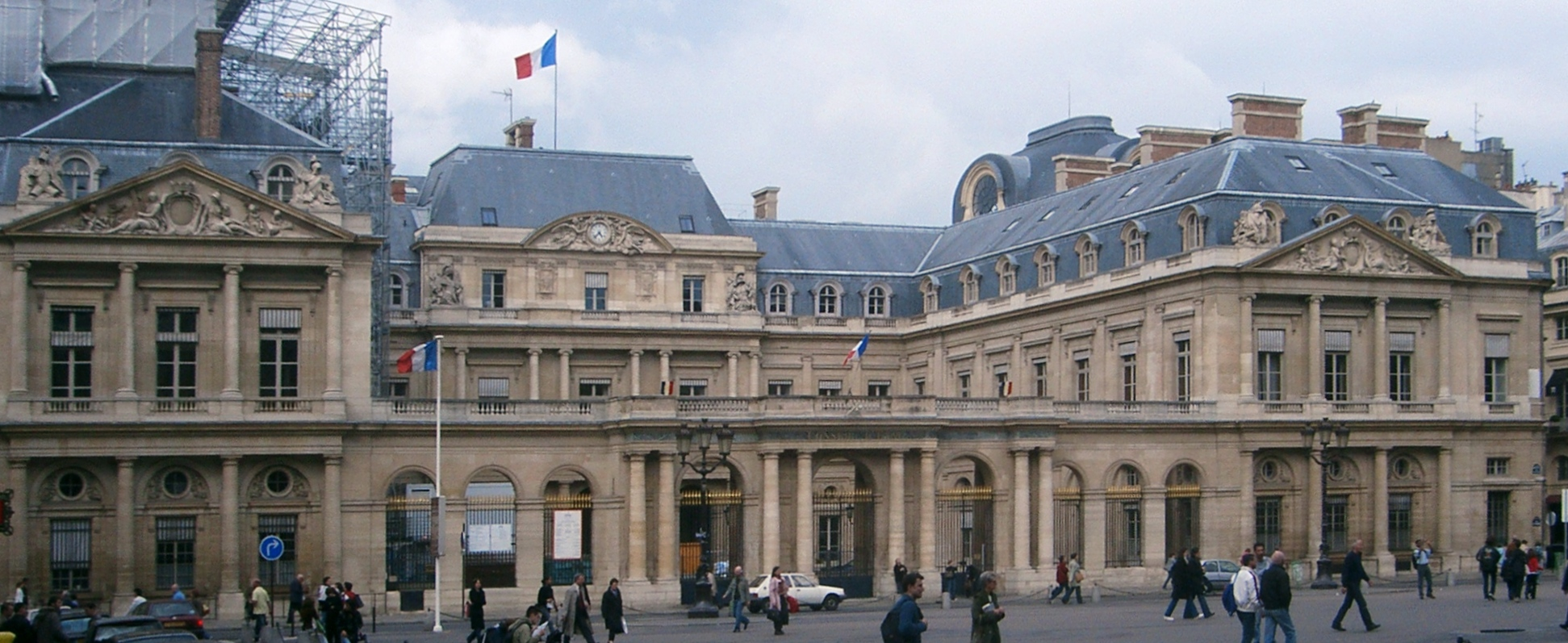
Palais-Royal. Façades sur la rue Saint-Honoré.

- Reconstruction partielle du Palais-Royal, 1764-1770 : À l'occasion des travaux de reconstruction de l'Opéra, Moreau-Desproux obtint de moderniser la partie du Palais-Royal donnant sur la rue Saint-Honoré, partiellement touchée par l'incendie de 1763[27], à laquelle il donna l'aspect qu'elle conserve aujourd'hui. Il agrandit la cour, dite aujourd'hui « cour de l'Horloge », en reconstruisant l'aile est dans le prolongement de l'aile existante sur la rue de Valois, rhabilla l'ensemble des façades, démolit le bâtiment sur rue remplacé par un mur percé d'arcades, préfigurant la disposition adoptée ultérieurement par Chalgrin à l'hôtel de Saint-Florentin et Pierre Rousseau à l'hôtel de Salm. « L'habillage est harmonieux, correct, sans audace. La superposition des ordres et des combles à la Mansart appartiennent à la tradition française ; mais en remplaçant l'ancien bâtiment sur la rue Saint-Honoré par un simple mur, rythmé de colonnes et percé d'arcades, Moreau a donné au palais une sorte de transparence et répondu au désir de popularité qui animait les Orléans, alors que le roi, leur cousin, était perçu par les Parisiens comme un grand absent. »[28] Dans l'exécution de ces travaux, Moreau-Desproux dut composer avec Contant d'Ivry, architecte du duc d'Orléans, chargé au même moment de moderniser les dispositions intérieures ainsi que la cour d'honneur du côté du jardin. Fontaine, dans son ouvrage sur les Résidences des souverains, a évoqué les « désordres et [...] irrégularités auxquels a pu donner lieu le singulier arrangement de deux volontés indépendantes et nécessairement opposées »[29].

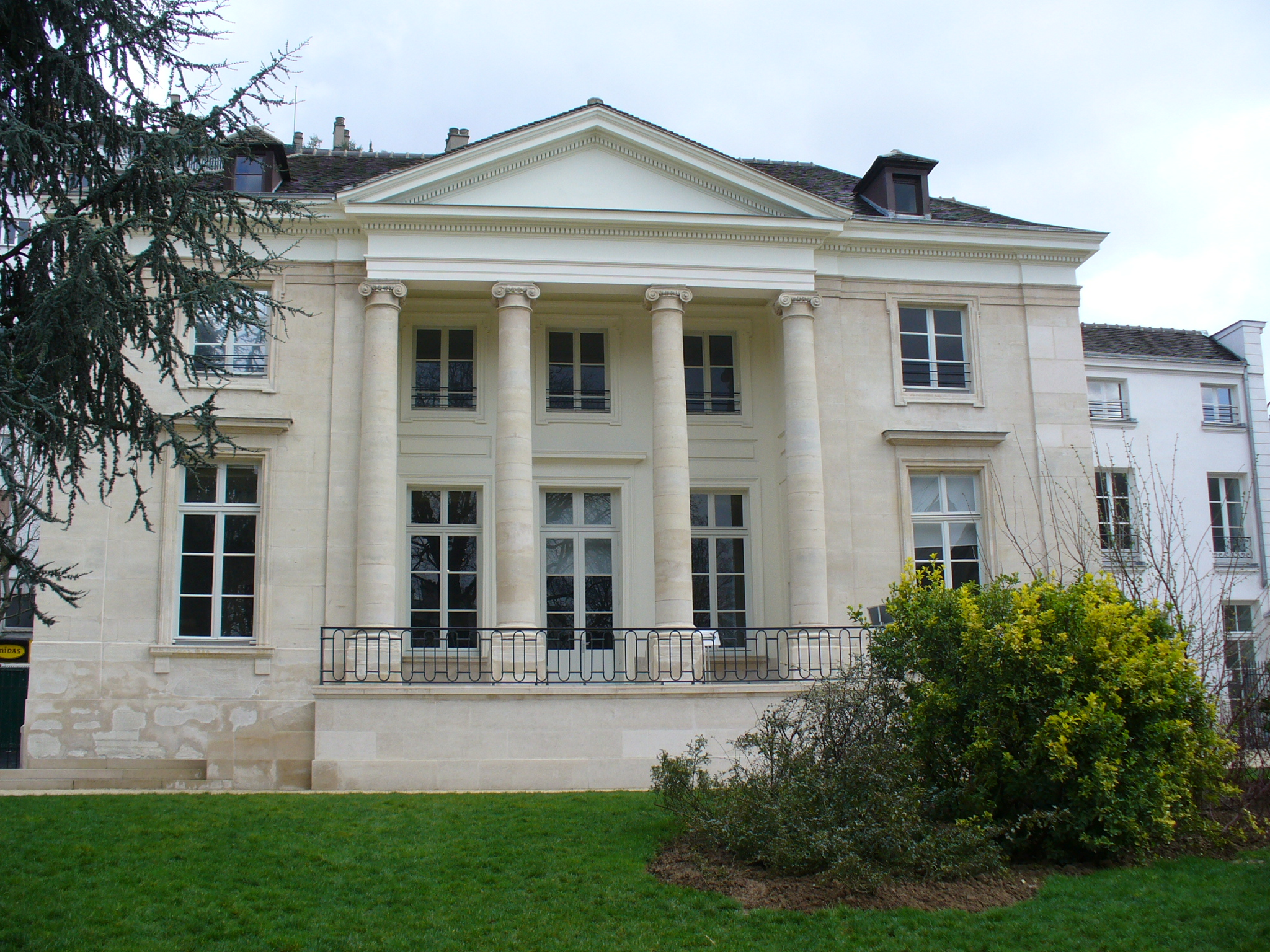
Pavillon Carré de Baudouin, vers 1770.

- Pavillon Carré de Baudouin, 119-121, rue de Ménilmontant, Paris (20e arrondissement), vers 1770 : Nicolas Carré de Baudouin ayant hérité en 1770 de cette folie construite quelques années auparavant, il demanda à Moreau-Desproux de la mettre au goût du jour en la dotant d'une façade d'inspiration palladienne à fronton et portique de colonnes ioniques. Ce pavillon aurait été habité par les Favart, puis fut au XIXe siècle la résidence de campagne des Goncourt. « L'ordonnance est celle de la villa Ragona aux Guizzole, gravée au second livre de Palladio ; mais les proportions étirées dans le sens horizontal, peut-être pour s'adapter à un bâtiment déjà construit, sont plutôt celles de la villa Emo à Fanzolo ; cependant, l'assimilation de l'esprit palladien apparaît chez Moreau moins complète que chez ses beaux-frères Marie-Joseph et Antoine-François Peyre. Avec ce pavillon apparut à Paris la mode des maisons-temples dont l'aspect insolite et prétentieux irritait le moraliste Dulaure. »[30]
- Hôtel de Gontaut-Biron, rue Louis-le-Grand, Paris (1er arrondissement), 1772, détruit : Hôtel composé d'un rez-de-chaussée à l'italienne bâti pour la marquise de Gontaut, gravé dans le recueil de Krafft et Ransonnette (1770-1800).
- Hôtels dits de Plessis-Bellière (no 6) et Cartier (no 8), place de la Concorde, Paris (8e arrondissement), 1775 : ces deux hôtels donnant sur la colonnade du bâtiment construit par Ange-Jacques Gabriel sur le côté ouest de la place de la Concorde furent construits par Moreau-Desproux le premier pour un de ses amis, Rouillé de l'Estang et le second pour lui-même. Ils ont été réunis après 1901 pour le compte de l'Automobile Club de France et transformés en 1912 par l'architecte Gustave Rives. Les dessins originaux de Moreau ont été conservés.
- La Chaumière, Essonnes, 1792, détruite : Pour le poète Jacques-Henri Bernardin de Saint-Pierre et sa femme née Félicité Didot, amis de Jean-François Ducis, beau-frère de Moreau-Desproux, celui-ci donna les plans d'une maison qui ne fut toutefois terminée qu'en 1795, après la mort de l'architecte. La maison, construite sur une île de l'Essonne, a été démolie en décembre 1974[31].

### Sources
- Michel Gallet, Les Architectes parisiens du XVIIIe siècle : Dictionnaire biographique et critique, Paris, Éditions Mengès, 1995, 494 p. (ISBN 2-85620-370-1), p. 371-376